# Paul DiPietro
Paul DiPietro (* 8. September 1970 in Sault Ste. Marie, Ontario) ist ein ehemaliger schweizerisch-kanadischer Eishockeyspieler und jetziger -trainer italienischer Abstammung.

## Karriere

### Spieler
Als Junior spielte er bei den Sudbury Wolves in der Ontario Hockey League. Beim NHL Entry Draft 1990 wählten ihn die Montréal Canadiens in der fünften Runde an 102. Stelle aus. Anfangs spielte er im AHL-Farmteam der Canadiens, den Fredericton Canadiens. In der Saison 1991/92 kam er zu seinem Debüt in der NHL. Nach zwei Spielzeiten, in denen er zwischen den Ligen pendelte, schaffte er, nachdem er mit den Canadiens 1993 den Stanley Cup gewonnen hatte, in der Saison 1993/94 den Durchbruch. 1995 wechselte er zu den Toronto Maple Leafs; hier musste er allerdings wieder sporadisch in die diversen Farmteams. Auch ein Wechsel im Sommer 1996 zu den Los Angeles Kings brachte ihm nicht den erhofften Stammplatz zurück.
Er zog die Konsequenzen und wechselte nach Europa. In der Saison 1997/98 spielte er für die Kassel Huskies in Deutschland. Als mit Abstand bester Scorer zog es ihn nach einem Jahr in die Schweiz zum HC Ambrì-Piotta. Auch dort konnte er überzeugen. 1999 wechselte er zum EV Zug, wo er mit kurzer Unterbrechung bis zum Ende der Saison 2010/11 spielte. Danach wechselte er in die National League B zum HC Sierre. Auf Grund wirtschaftlicher Probleme des Vereins ging DiPietro während der Saison 2011/12 jedoch leihweise zu den SCL Tigers. Sein Vertrag wurde im August 2012 einseitig vom HC Sierre aufgelöst. Im Oktober kehrte DiPietro zum HC Lugano, der ihn auf Grund vieler Verletzter verpflichtete. Sein Vertrag lief am 24. Dezember aus. Am 3. Januar 2013 wurde bekannt, dass DiPietro mit einem Vertrag bis zum Saisonende zum EHC Olten wechselte. Dort spielte er noch eine weitere Saison und beendete darauf mit 44 Jahren seine Spielerkarriere.
Der gebürtige Kanadier erhielt durch die Heirat einer Schweizerin den Schweizer Pass. So kam es, dass er an den Olympischen Winterspielen 2006 in Turin für die Schweizer Eishockeynationalmannschaft spielte. Im Spiel gegen Titelverteidiger Kanada erzielte DiPietro die zwei Tore der Eidgenossen, welche ihnen einen unerwarteten 2:0-Sieg bescherte.

### Trainer
Er war beim EV Zug als Talentsichter tätig und kümmerte sich um die Entwicklung von Spielern, anschließend war er Assistenztrainer bei den Schweizer U19- und U20-Nationalmannschaften. Im Dezember 2019 stieß DiPietro als Assistent des neuverpflichteten Cheftrainers Serge Pelletier zum Stab des HC Lugano.
Ab der Saison 2021/22 unterstützte er den neuen Cheftrainer der Tessiner, Chris McSorley. Am 8. Oktober 2022 wurden beide in Lugano entlassen.

## Erfolge und Auszeichnungen
- 1993 Stanley-Cup-Gewinn mit den Montréal Canadiens
- 2002 Spengler Cup All-Star-Team

## Karrierestatistik
(Legende zur Spielerstatistik: Sp oder GP = absolvierte Spiele; T oder G = erzielte Tore; V oder A = erzielte Assists; Pkt oder Pts = erzielte Scorerpunkte; SM oder PIM = erhaltene Strafminuten; +/− = Plus/Minus-Bilanz; PP = erzielte Überzahltore; SH = erzielte Unterzahltore; GW = erzielte Siegtore; 1 Play-downs/Relegation; Kursiv: Statistik nicht vollständig)